# 西鉄福島線
福島線（ふくしません）は、かつて福岡県久留米市の日吉町停留場から福岡県八女市の福島停留場までの間を結んでいた、西日本鉄道（西鉄）の軌道路線である。

## 路線データ
1958年（昭和33年）の廃止直前時点
- 路線距離（営業キロ）：12.3km
- 軌間：1435mm
- 駅数：14停留場（起終点駅含む）
- 複線区間：なし
- 電化区間：全線電化（直流600V）
- 閉塞方式：

## 歴史
1913年（大正2年）に三井電気軌道の手により日吉町 - 福島間が開通、何度か路線延長を行い1924年（大正13年）に甘木 - 福島間が全通した。1924年（大正13年）に九州鉄道に合併、三井線となり、1942年（昭和17年）に西日本鉄道の路線となった。1948年（昭和23年）に天神大牟田線と並行する宮の陣 - 日吉町間が休止され、宮の陣 - 甘木間が甘木線、日吉町 - 福島間が福島線として分断された。
福島線は路線の大部分が国道3号上に敷設された併用軌道となっており、国道3号の改修工事の障害となるため建設省から撤去を要請され、1958年（昭和33年）11月27日に全線が廃止された。甘木線は軌道法に基づく軌道から地方鉄道法に基づく鉄道に変更され、現在でも存続している。

## 停留場一覧
廃止直前時点
日吉町（ひよしまち） - 花畑（はなばたけ） - 六軒屋（ろっけんや） - 一丁田（いっちょうだ） - 国分（こくぶ） - 上津荒木（こうだらき） - 二軒茶屋（にけんちゃや） - 野添（のぞえ） - 湯納楚（ゆのそ） - 川瀬（かわぜ） - 古賀（こが） - 下吉田（しもよしだ） - 吉田（よしだ） - 福島（ふくしま）

## 接続路線
呼称は福島線軌道廃止当時
- 花畑停留場：西日本鉄道大牟田線

福島停留場は八女市の中心市街地内にあり、国鉄矢部線筑後福島駅とは約800m離れていた。

## 車両

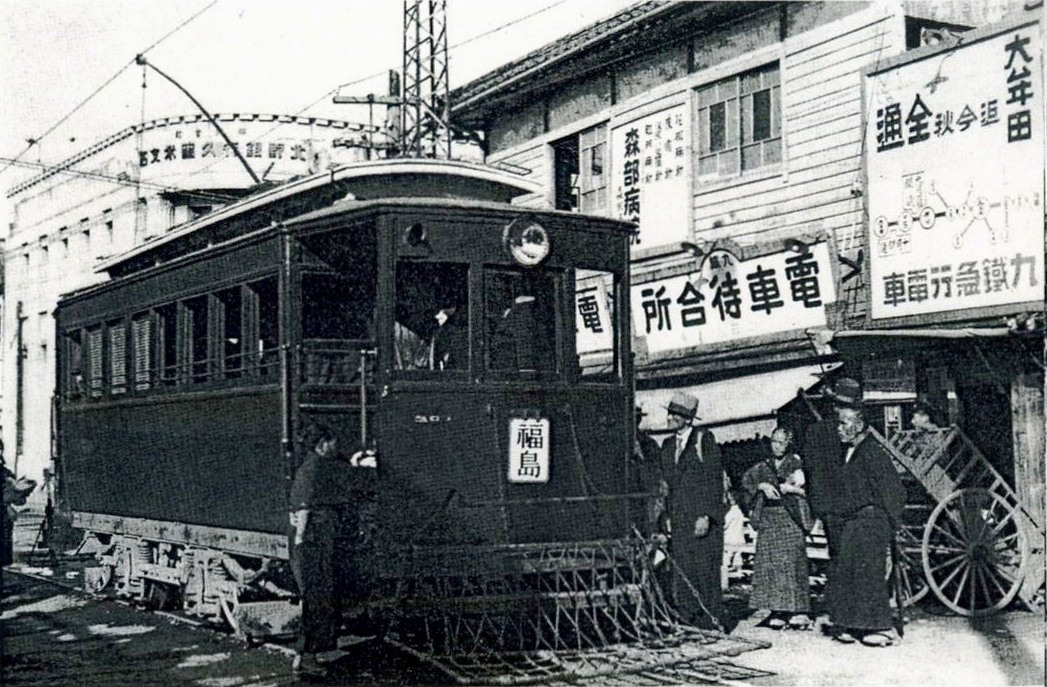
久留米市日吉町交差点付近を走る、九州鉄道福島甘木線の電車(1938年頃)。奥に見えるのは北野銀行久留米支店（現・りそな銀行久留米支店）

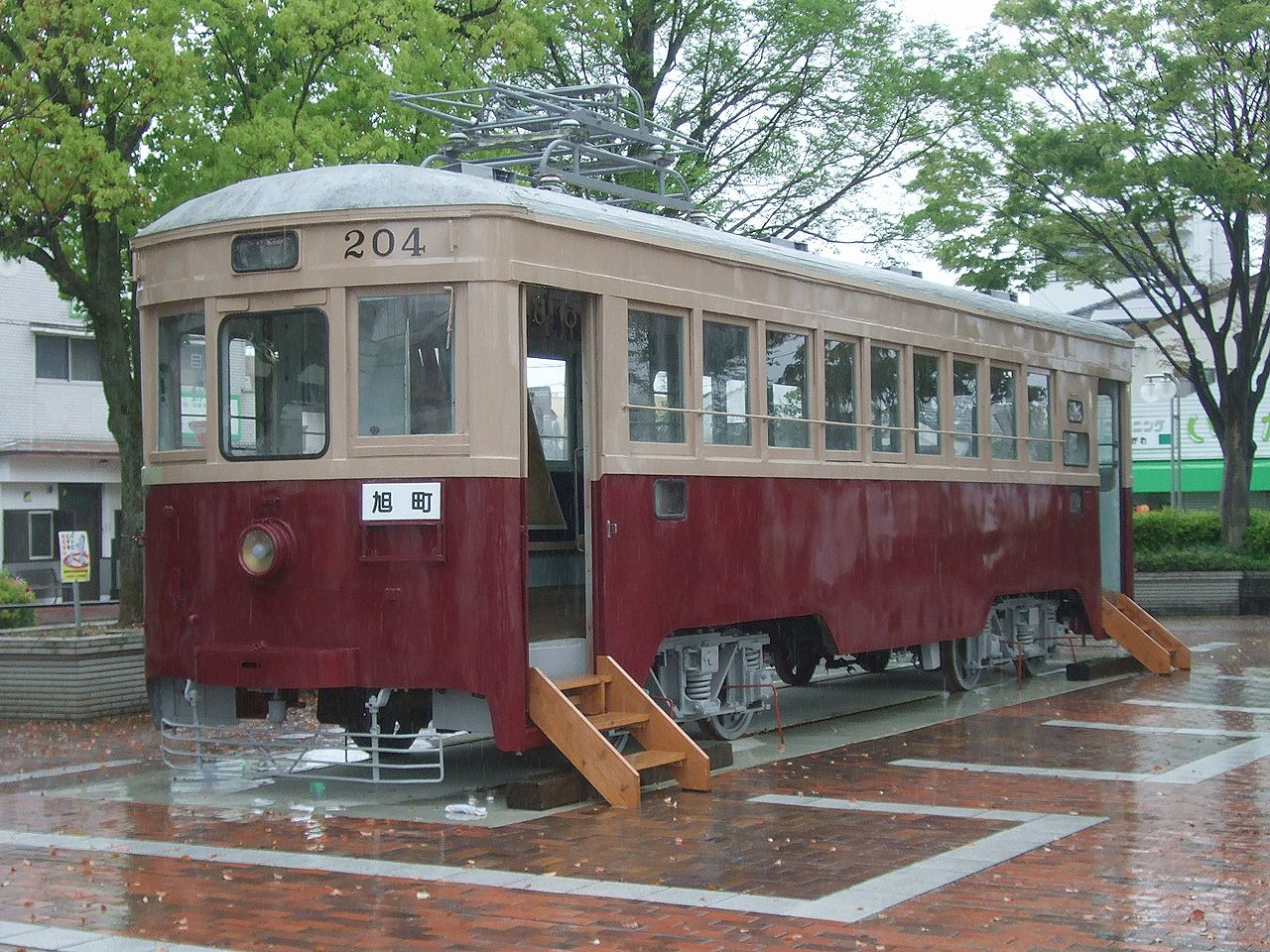
大牟田駅西口前広場で保存展示されている200形204

西鉄成立時点では電車25両、電動貨車2両、貨車12両が在籍しており、電車はいずれも木造2軸車であった。西鉄成立後、福岡市内線から2軸車10両を転入させ、輸送力の増強を図るため、2軸車の一方の前頭部を切断し、切断した側同士を貫通幌で連結してボギー車並みの収容力を持たせる2両連結車に改造する工事を実施した。この連結車は1946年（昭和21年）までに9組が竣工している。
1946年（昭和21年）5月には大牟田市内線から木造2軸車162・163が転入し、翌1947年（昭和22年）には福岡市内線から200形半鋼製ボギー車5両が転入した。
1948年（昭和23年）の路線分断により、連結車は全廃され、2軸車も一部が廃車となった。残った2軸車は九州鉄道からの引継車のうち9両と162・163であった。翌1949年（昭和24年）には北九州線から1形・35形木造ボギー車5両が転入し、2軸車は162を残して全廃された。
1952年（昭和27年）、大牟田市内線が休止されたことにより、同線で使用されていた200形8両が転入し、先に福岡市内線から転入した5両とあわせて200形全13両が当線に集結した。これにより162は廃車となり、1形・35形木造ボギー車は福岡市内線に転出している。以後、路線廃止までこの13両および電動貨車、貨車各1両の体制で推移している。
路線廃止により、200形は13両すべてが福岡市内線に転出した。

### 保存車
1952年に大牟田市内線から転入し、廃止の1958年まで使用されていた200形204が山口県光市で保存されていたが、2011年に大牟田市へ里帰りし、側窓形状を復元の上、当初は大牟田市内線時代の塗装で同市内の飲食店駐車場にて、2019年3月からは福岡市内線時代の塗装となり大牟田駅西口広場で保存されている。

## 代替交通
西鉄では八女市内に八女自動車営業所を設置し、当路線を西鉄久留米経由で国鉄久留米（→JR久留米駅前）発着に改編の上、自社の乗合自動車（路線バス）に転換した。廃止代替バス路線として系統番号（西鉄では行き先番号という）は30で国鉄久留米から西鉄久留米経由で花畑、福島を通り西鉄八女営業所を通り過ぎて小栗峠ロまで運行されていた。現在では分社化した西鉄の子会社である西鉄バス久留米が、同じ番号の30番系統のバスが後を継ぎ、この停留場名がそのままバス停名になっている。花畑 - 福島間はほぼ当時のルートを走行するが、日吉町 - 花畑間は当時とは異なり、花畑から西鉄久留米を経由して日吉町を通りJR久留米駅に達する。他に31番系統が花畑は通らず諏訪野町を経由、32番系統快速、33番系統として久留米側が大学病院発着の系統が設定されている。
- ■30
  - JR久留米駅 - 市役所前 - 六ツ門 - 西鉄久留米 - 花畑〔花畑駅〕 - 上津荒木 - 川瀬（広川町） - 福島（八女市） - 八女営業所